# Jarabá skala
Jarabá skala je národní přírodní rezervace v oblasti Poloniny.
Nachází se v katastrálním území obce Zboj, Runina a Stakčín v okrese Snina v Prešovském kraji. Území bylo vyhlášeno či novelizováno v letech 1964, 1993 na rozloze 359,94 ha. Ochranné pásmo nebylo stanoveno.

## Fotogalerie

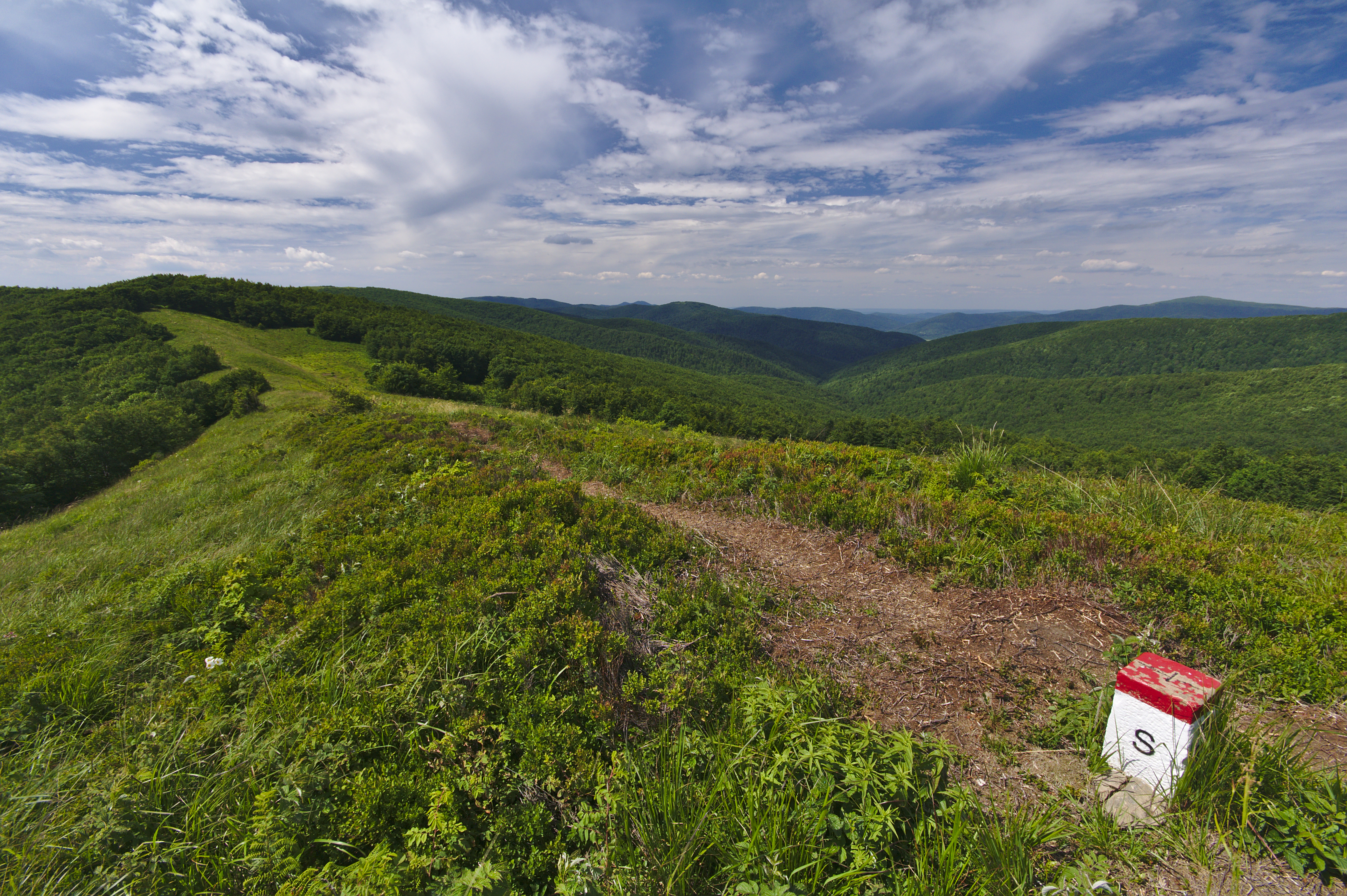
Státní hranice s Polskem procházející rezervací
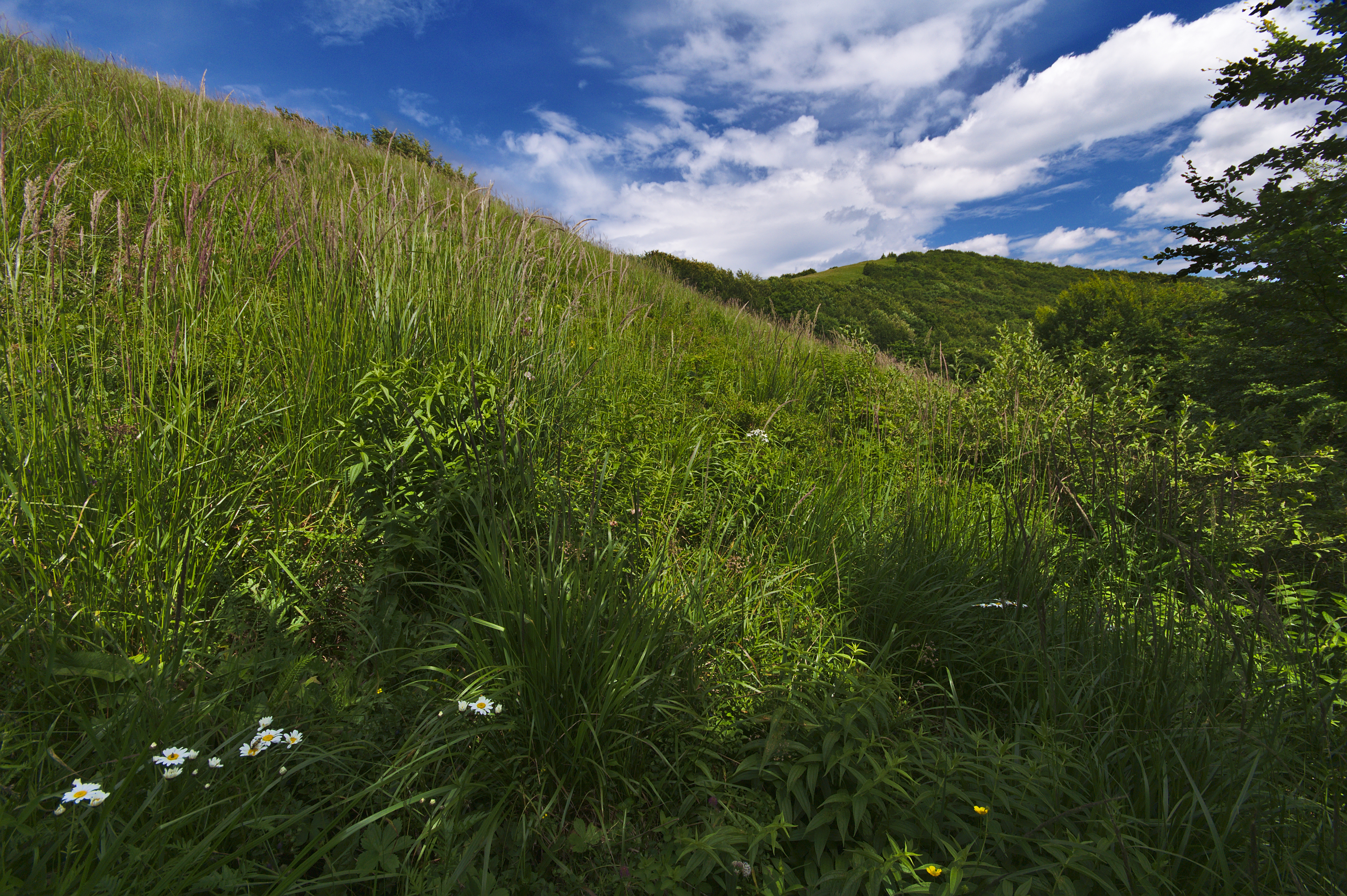
Vrchol Ďurkovec
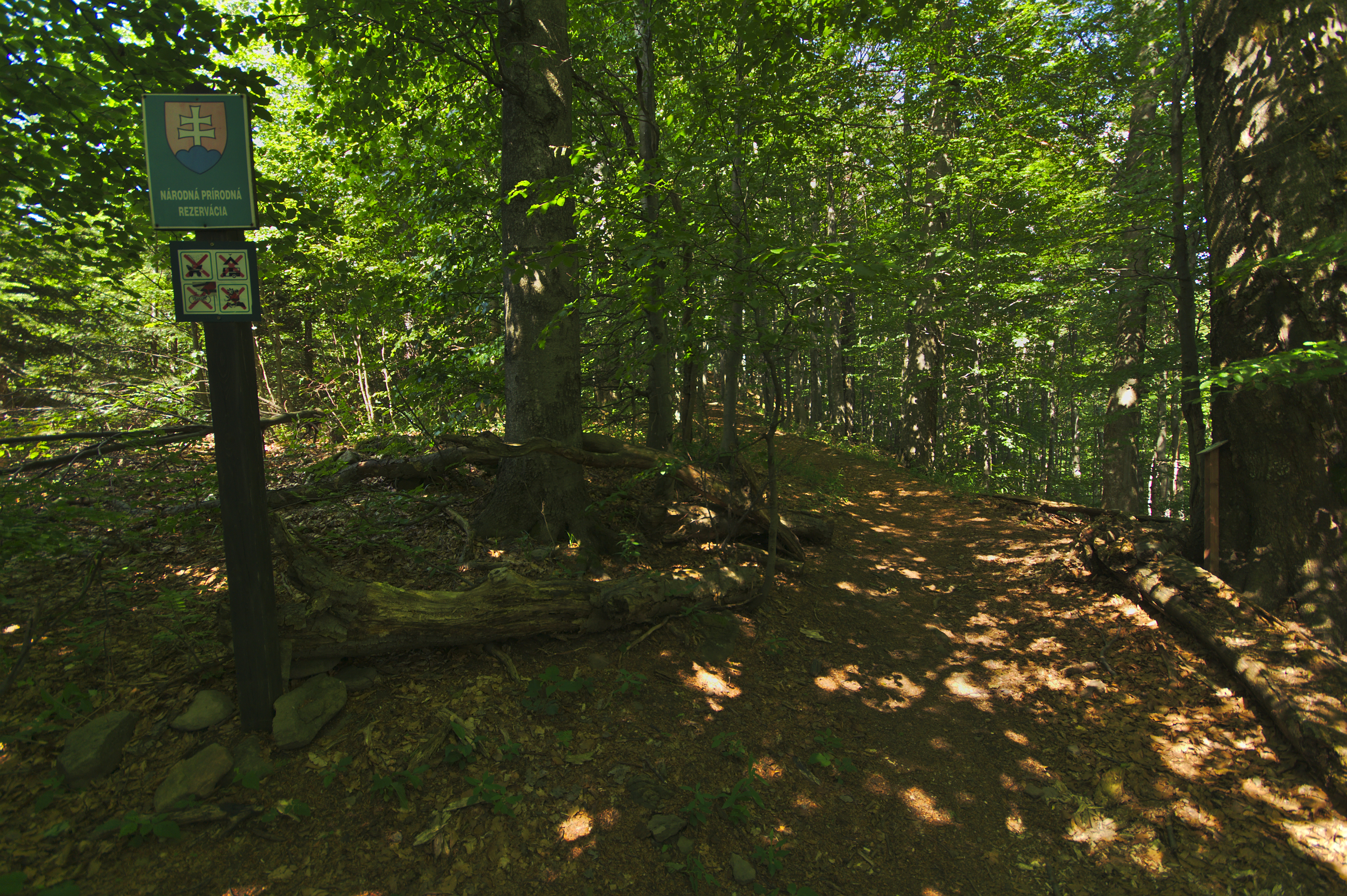
Cedule u zelené turistické trasy pod Sedlem pod Ďurkovcem
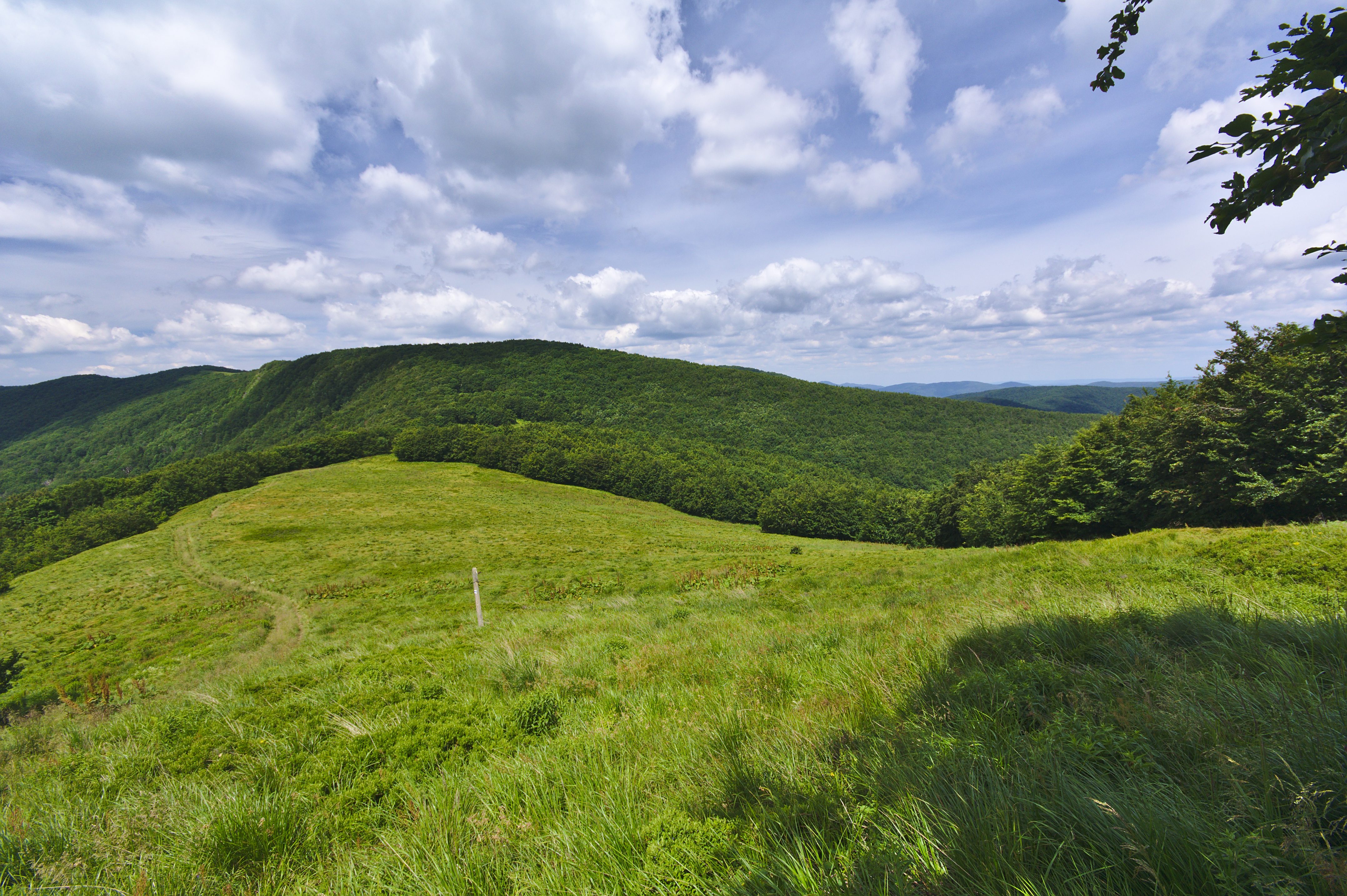
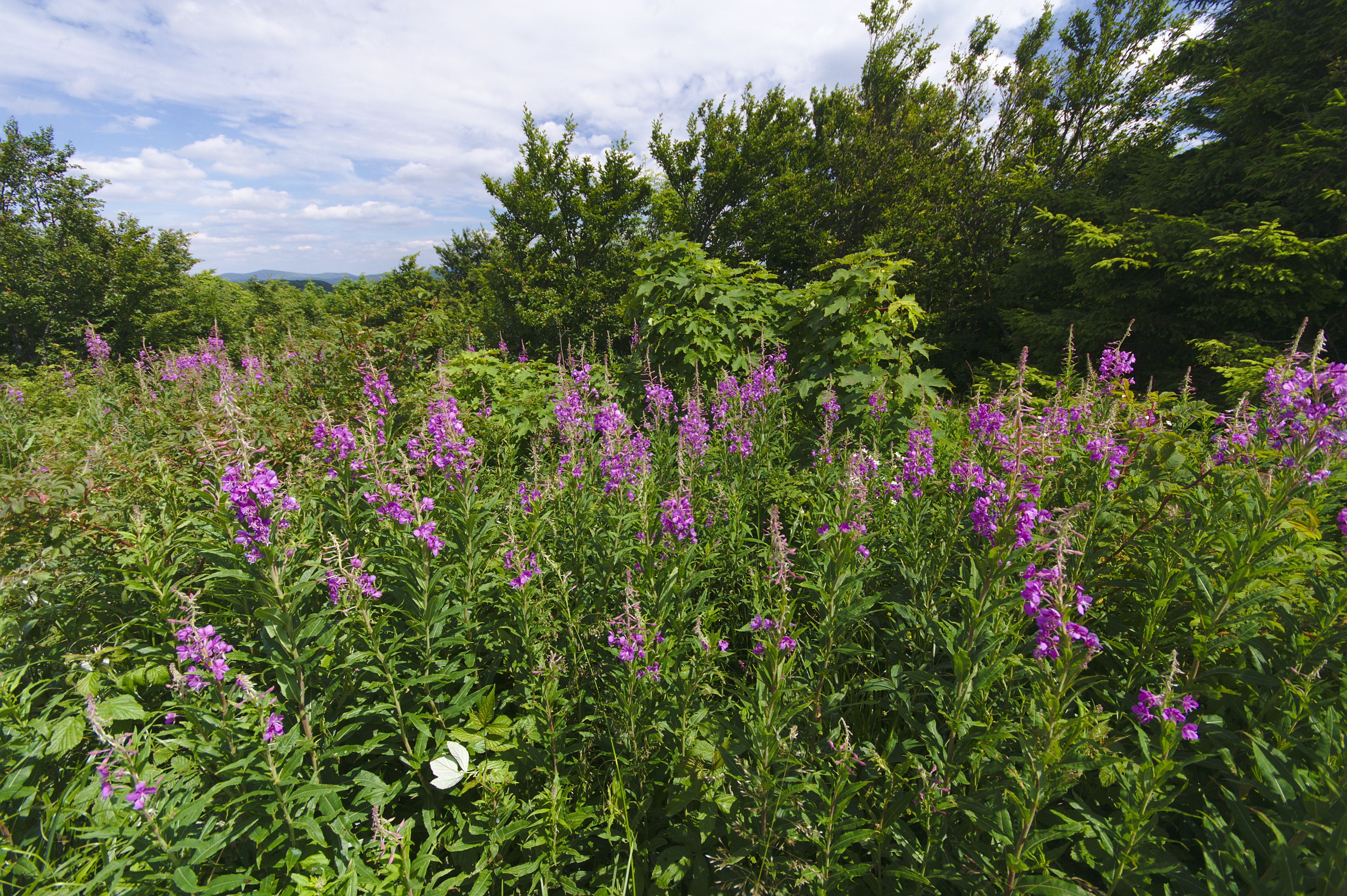
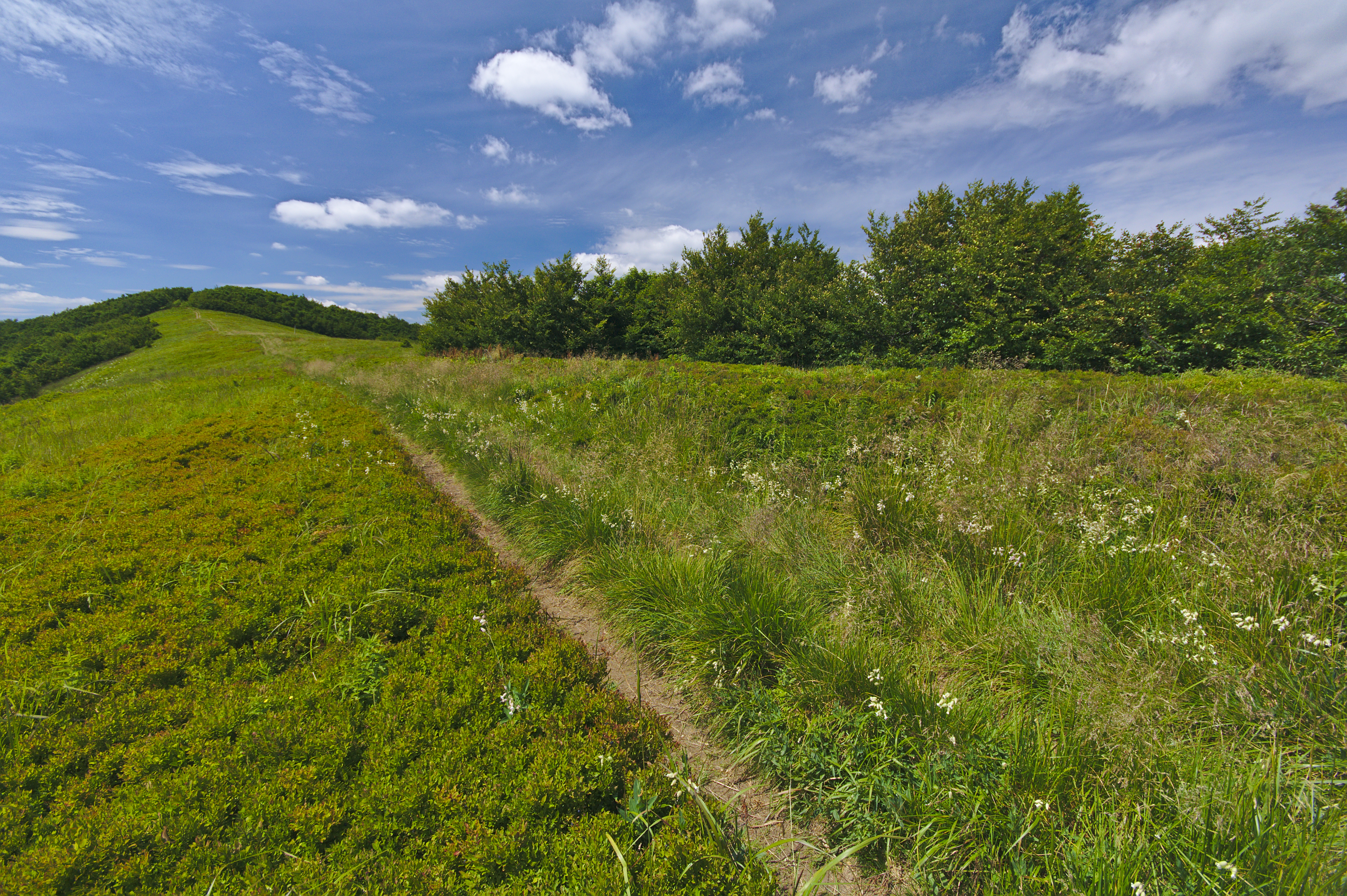
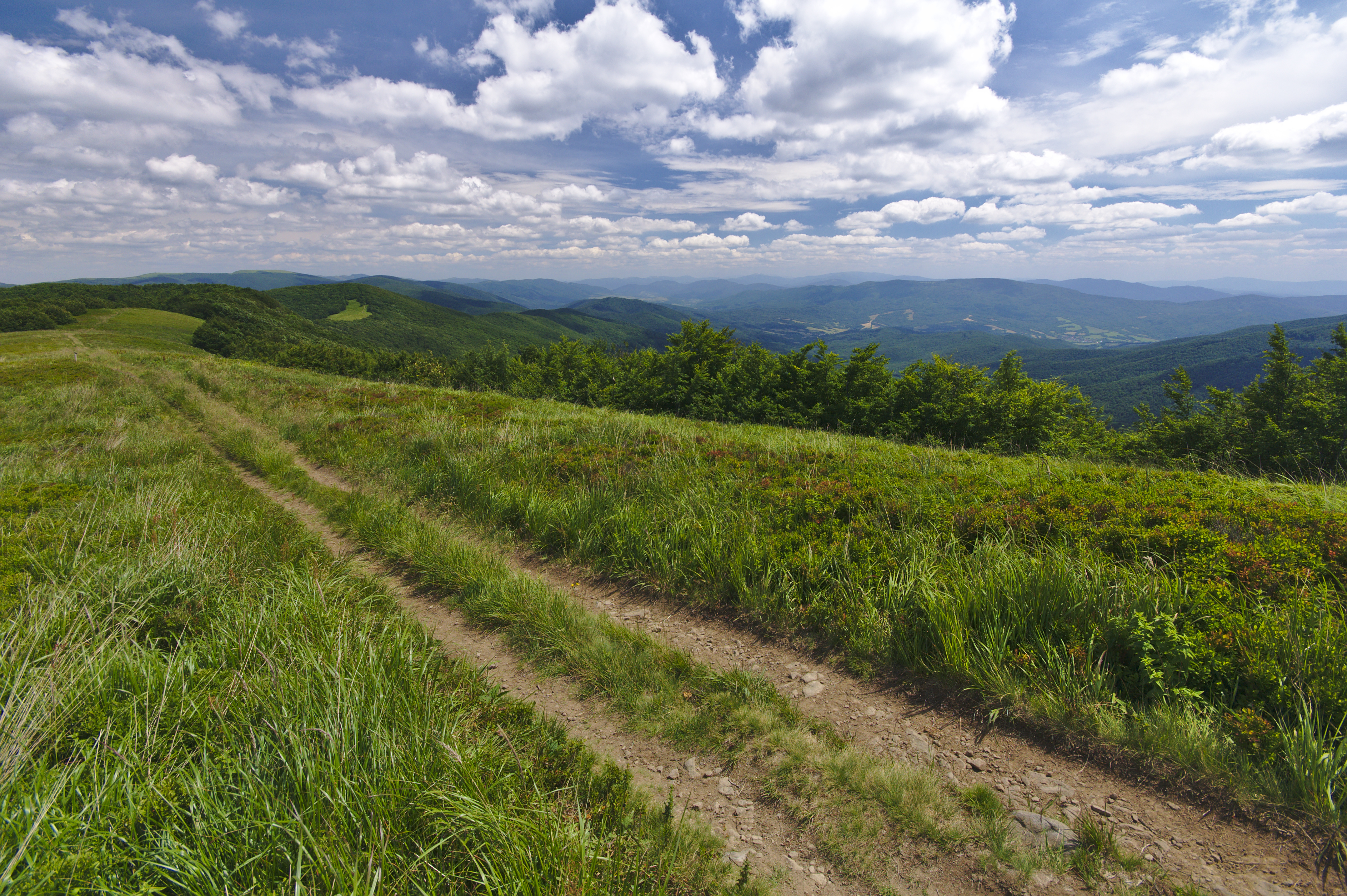